# 村田啓子
村田啓子（むらた けいこ、1962年2月25日 - ）は、日本の経済官僚。内閣府政策統括官付参事官、日本学術会議事務局参事官を経て、東京都立大学経済経営学部教授、日本生命保険評議員、クラレ取締役。

## 人物
- 1986年、東京大学経済学部卒業、経済企画庁入庁[1]
- 1994年オックスフォード大学経済学修士（M.Phil. in Economics）、1999年オックスフォード大学経済学博士（D.Phil. in Economics）[2][3]
- 1998年、経済協力開発機構経済局経済政策部マクロ経済政策分析課エコノミスト
- 1999年、経済企画庁調査局内国調査第一課課長補佐
- 2001年、日本銀行金融研究所シニアエコノミスト
- 2003年、内閣府経済社会総合研究所企画官
- 2004年、内閣府経済社会総合研究所上席主任研究官
- 2005年、内閣府政策統括官付参事官（経済財政‐海外分析担当）[4]
- 2006年、内閣府日本学術会議事務局参事官（国際担当）[4]
- 2008年、首都大学東京大学院社会科学研究科教授[4]
- 2015年、首都大学東京学長補佐[4]
- 2017年、日本生命保険相互会社評議員[4]
- 2018年、首都大学東京大学院経営学研究科教授[4]
- 2020年、株式会社クラレ取締役[4]
- 2022年、立正大学大学院経済学研究科教授

## 著作

### 共編著
- (小峰隆夫他)『データで斬る世界不況 エコノミストが挑む30問 』（日経BP社、2009年）